# Castelo de Enniskillen

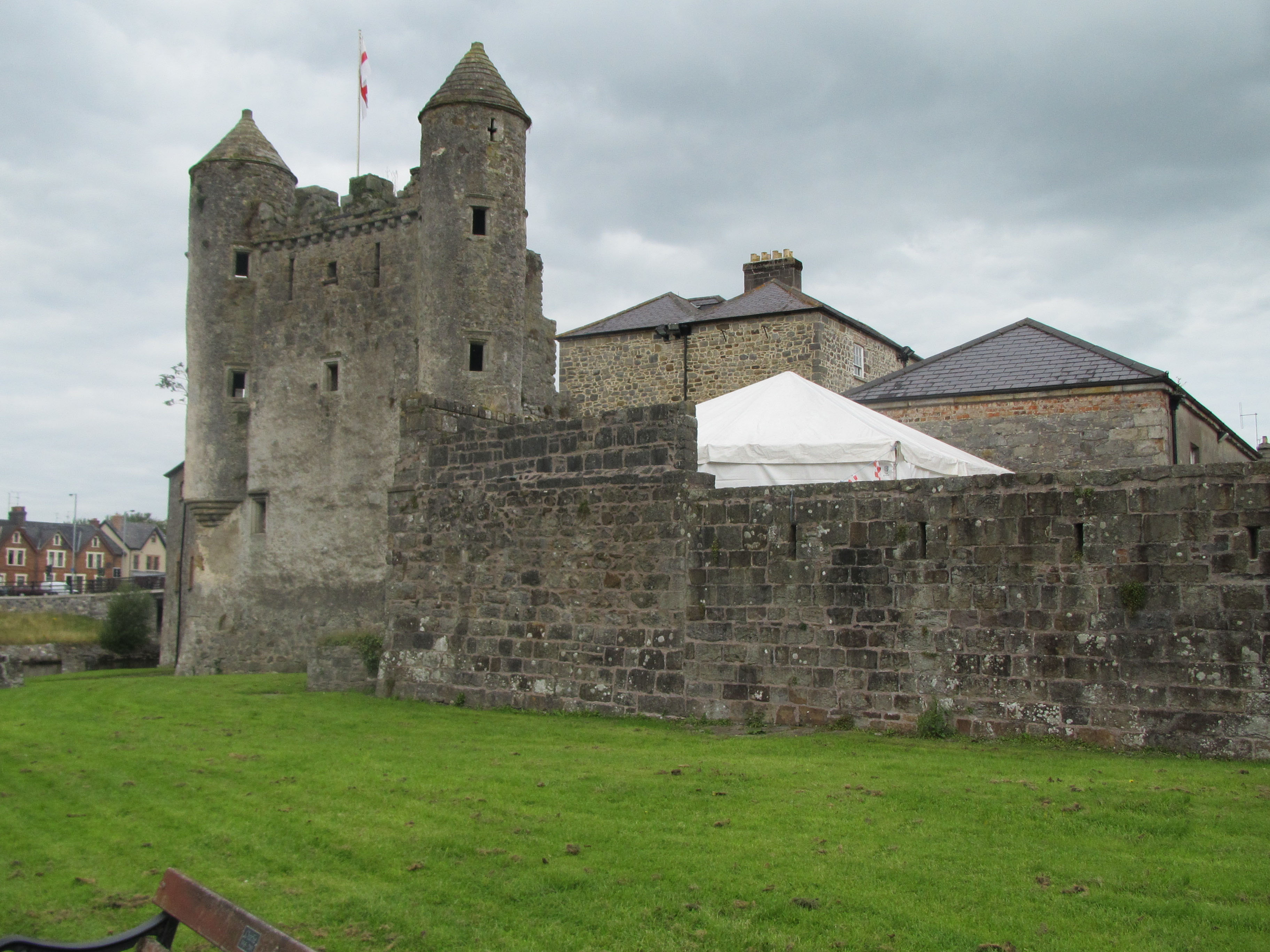
Castelo Enniskillen 2011.

O Castelo Enniskillen localiza-se nas margens do rio Eme, no concelho de Fermanagh na Irlanda do Norte.

## História
Foi construído no século XIV pelo clã gaélico Maguire.
Posteriormente abrigou uma guarnição inglesa, servindo como forte e aquartelamento de tropas.
Atualmente encontra-se requalificado como museu histórico do condado e o Museu Inniskillings. O castelo oferece aos visitantes uma programação diversificada e atraente, com acesso para pessoas deficientes, estacionamento e outras facilidades.

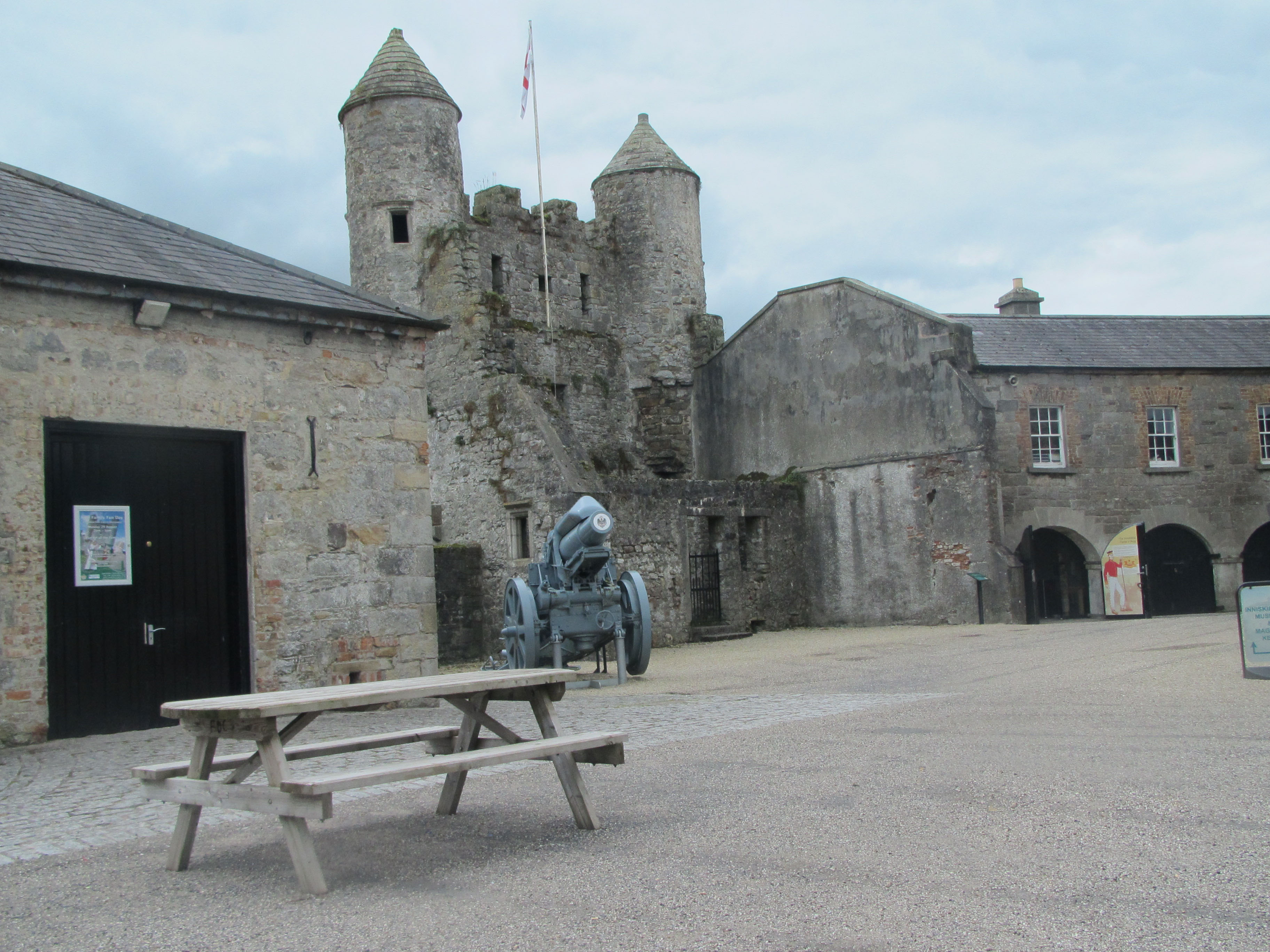
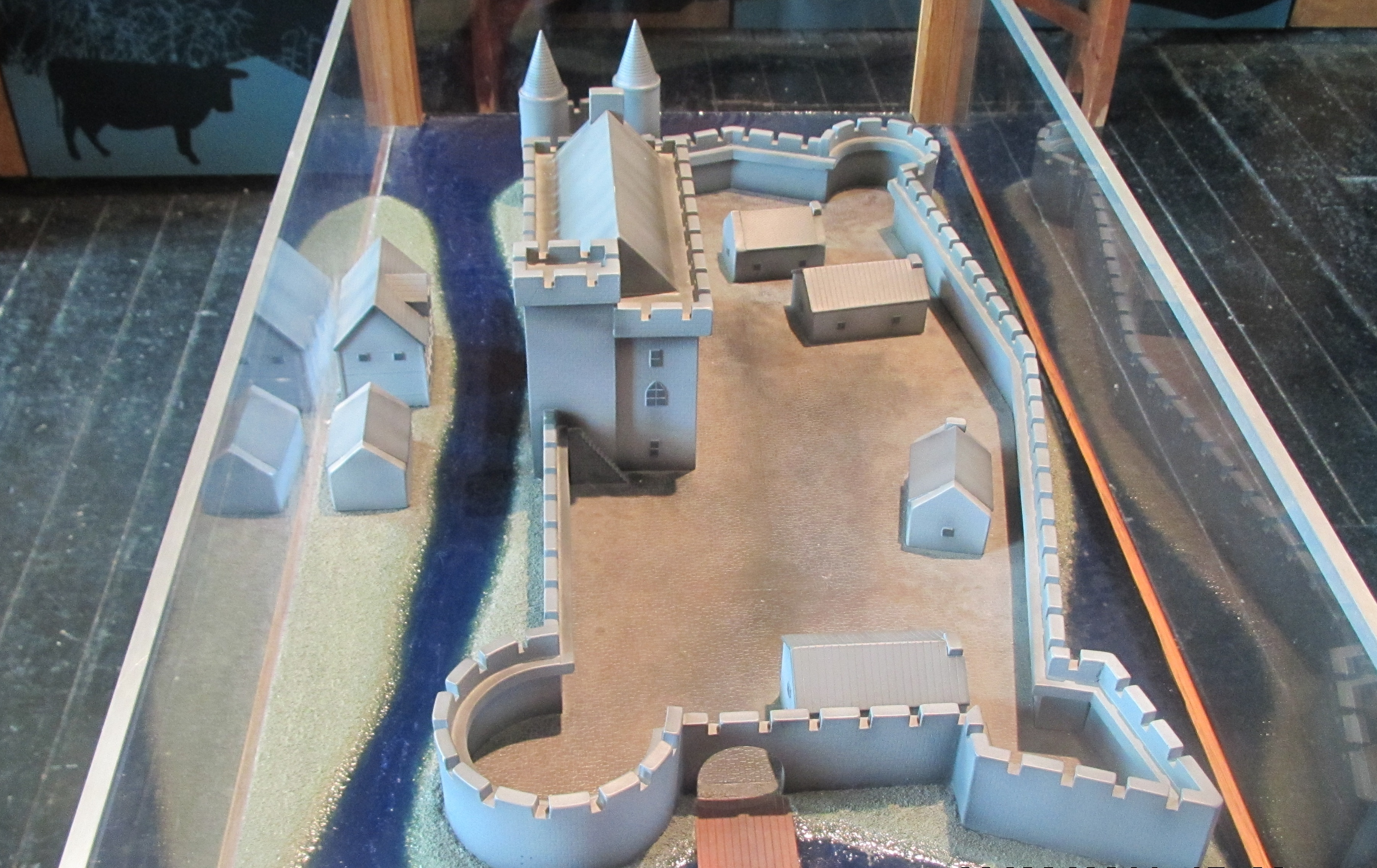
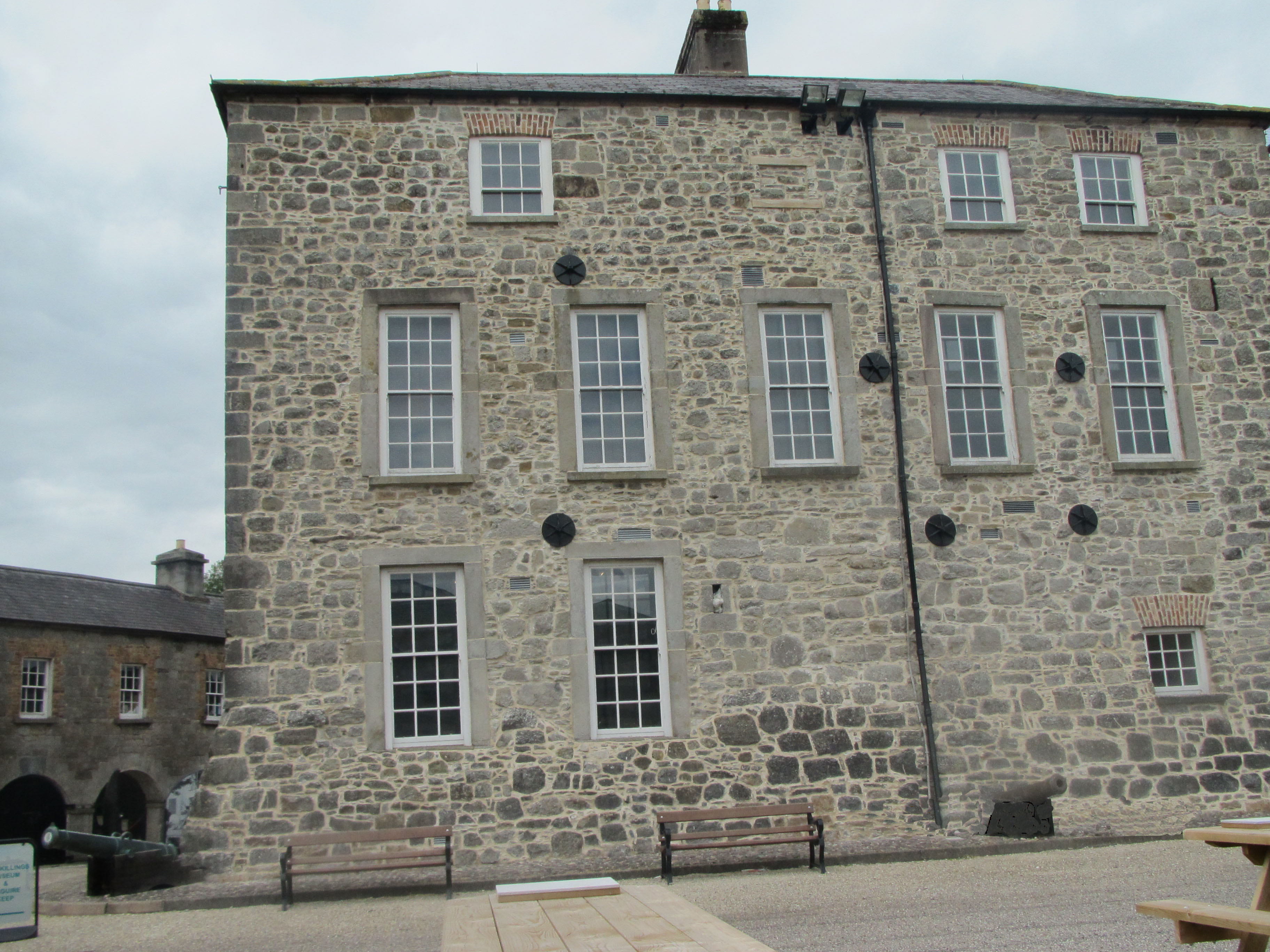